# Octobre 1884

## Événements
- Envoi d'un contigent canadien en Égypte pour participer à l'expédition du Nil dans le but de faire lever le siège de Khartoum au Soudan. Elle est menée par un militaire de qui avait fait carrière au Canada : Garnet Joseph Wolseley. Ils vont arriver trop tard. 16 canadiens perdent la vie dans cette expédition.
- Fondation de l’Église thembu par Nehemiah Tite en Afrique du Sud et incitation à la désobéissance civile.

- 6 octobre : entrevue entre Herbert von Bismarck et Jules Ferry à Paris, qui marque un rapprochement franco-allemand dirigé contre la Grande-Bretagne[1].

- 19 octobre : Mwanga II succède à Muteesa Ier comme souverain du Bouganda (Ouganda) (1884-1888 puis à partir de 1890). Le nouveau roi ne cache pas son hostilité aux chrétiens et favorise les musulmans : cinq chrétiens, dont l’évêque anglican James Hannington, sont assassinés (1885).

- 23 octobre, France : loi dite sur « la responsabilité des accidents dont les ouvriers sont victimes» qui responsabilise les patrons dans les accidents du travail.[réf. nécessaire]

- 28 octobre : percée des sociaux-démocrates aux élections du Reichstag en Allemagne. En doublant le nombre de leurs sièges, ils font figure de vainqueurs malgré les efforts de Bismarck pour les affaiblir.

## Naissances
- 4 octobre : Félix Gouin, homme politique français († 25 octobre 1977).
- 9 octobre : « Bombita III » (Manuel Torres Reina), matador espagnol († 10 octobre 1936).
- 15 octobre : Étienne Œhmichen, ingénieur français († 10 juillet 1955).
- 29 octobre : Corrado Govoni, écrivain et poète italien. († 20 octobre 1965).

## Décès
- 10 ou 14 octobre : Heinrich Neumann : psychiatre légal allemand (° 17 janvier 1814).
- 31 octobre : Marie Bashkirtseff, diariste, peintre et sculpteur russe (° 11 novembre 1858).